# Coupe latine de rink hockey 1997
Navigation
Coupe latine de rink hockey 1996 Coupe latine de rink hockey 1998
La Coupe latine de rink hockey 1997 est la 15e édition de la compétition organisée par le Comité européen de rink hockey. Cette édition a lieu à Olhão, au Portugal du 22 février au 23 février 1997. L'Espagne remporte pour la cinquième fois ce tournoi.

## Déroulement
Les quatre équipes s'affrontent sous la forme d'un tournoi à élimination directe.

## Classement et résultats
|  | Demi-finales | Demi-finales |          |   | Finale | Finale |
|  | Demi-finales | Demi-finales |          |   | Finale | Finale |
|  |              |              |          |   |        |        |
|  |              |              |          |   |        |        |
|  |              |              |          |   |        |        |
|  | Portugal     | 2            |          |   |        |        |
|  | Portugal     | 2            |          |   |        |        |
|  | France       | 1            |          |   |        |        |
|  | France       | 1            | Portugal | 0 |        |        |
|  |              |              | Portugal | 0 |        |        |
|  |              | Espagne      | 1        |   |        |        |
|  | Italie       | Espagne      | 1        | 1 |        |        |
|  | Italie       |              |          | 1 |        |        |
|  | Espagne      | 6            |          |   |        |        |
|  | Espagne      | 6            | 3e place |   |        |        |
|  |              |              |          |   |        |        |
|  |              |              |          |   |        |        |
|  |              |              |          |   |        |        |
|  | Italie       | 2            |          |   |        |        |
|  | Italie       | 2            |          |   |        |        |
|  | France       | 3            |          |   |        |        |
|  | France       | 3            |          |   |        |        |

## Sources
- (pt) Cet article est partiellement ou en totalité issu de l’article de Wikipédia en portugais intitulé « Taça Latina de 1997 » (voir la liste des auteurs).